# Умар Садик
Умар Садик (на английски: Umar Sadiq; роден на 19 октомври 1997 г. в Кадуна) е нигерийски футболист, играе като нападател и се състезава за испанския Реал Сосиедад.

## Клубна кариера

### Ранна кариера
Садик започва кариерата си в юношеските формации на нигерийския Абуджа ФК. През 2013 година преминава в отбора на Специя Калчо в Италия.

### Рома
През лятото на 2015 година Садик преминава под наем в италианския гранд Рома. Започва страхотно в юношеския отбор на клуба (Рома примавера), вкарвайки 14 гола в едва десет мача, част от тях и в турнира Младежка лига на УЕФА. Умар дебютира в Серия А на 21 ноември 2015 година, заменяйки Хуан Итурбе в 88-ата минута при равенството 2-2 срещу Болоня.
Първия си гол в професионалния футбол и първи с екипа на Рома отбелязва на 20 декември 2015 година при победата с 2-0 срещу Дженоа на Стадио Олимпико.